# Шваненбергс, Янис
Янис Шваненбергс (латыш. Jānis Švanenbergs; род. 17 июля 2001, Рига) — латвийский хоккеист, нападающий клуба «Айдахо Стилхэдз». Воспитанник хоккейной школы «Вента 2002», за которую вступал до 2019 года. С 2017 по 2021 год играл за команду «Рига» в Молодёжной хоккейной лиге (МХЛ). Играл за юниорскую, молодёжную и национальную сборные Латвии. Двукратный победитель первой лиги чемпионата Латвии. Участник Кубка вызова МХЛ 2019 — матча всех звёзд лиги.

## Биография
Янис Шваненбергс родился в Риге. Он является воспитанником команды «Вента 2002». В 15-летнем возрасте начал играть за основную команду в первой лиге чемпионата Латвии. В 2017 и 2018 годах становился победителем второго по классу национального хоккейного соревнования. С 2017 года Шваненбергс стал играть в Молодёжной хоккейной лиге (МХЛ) за команду «Рига». В сезоне 2018/19 Янис выступал исключительно в МХЛ. Он вошёл от своей команды в число участников Кубка вызова МХЛ 2019 — матча всех звёзд лиги. Шваненбергс помог сборной конференции «Запад» победить со счётом 2:0. В апреле 2019 года он сыграл юниорскую сборную Латвии на чемпионате мира до 18 лет. Янис забросил одну шайбу на турнире, завершившийся для латвийской команды сохранением права играть в топ-дивизионе.
В сезоне 2019/20 Шваненбергс был лидером нападения «Риги». По итогам сезона он стал лучшим снайпером команды, забросив 25 шайб в 54-х играх. По ходу регулярного чемпионата Янис вызывался в команду «Динамо» (Рига), выступающую в Континентальной хоккейной лиге (КХЛ). Он сыграл в КХЛ в 12-ти матчах, где отметился одним результативным пасом, став лучшим игроком команды по показателю полезности — «+3». В декабре 2019 года он сыграл в первом дивизионе молодёжного чемпионата мира 2020. Шваненбергс стал лидером своей сборной по количеству результативных баллов и был признан лучшим игроком команды. В сезоне 2020/21 Янис был игроком основного состава рижского «Динамо», тренируемого Петерисом Скудрой. Он сыграл в 36-ти матчах регулярного чемпионата КХЛ, в которых набрал 8 (4+4) очков. Шваненбергс периодически играл за «Ригу» в МХЛ. В ноябре 2020 года он принял участие в победном матче со СКА-1946, который рижане проводили с двенадцатью хоккеистами в составе. 20 апреля 2021 года Янис дебютировал за основную сборную Латвии. Он сыграл в контрольном матче против сборную Словакии, завершившийся победой латвийцев в овертайме — 2:1.

## Статистика
| Легенда | Легенда                    | Легенда | Легенда                   | Легенда | Легенда    |
| ------- | -------------------------- | ------- | ------------------------- | ------- | ---------- |
| И       | Количество проведённых игр | Штр     | Штрафное время            | +/−     | Плюс-минус |
| Г       | Голы                       | П       | Голевые передачи          | О       | Очки       |
| -       | Статистика неизвестна      | —       | Статистика не учитывалась |         |            |

### Международная
По данным: Eliteprospects.com и Eurohockey.com

## Достижения
Командные
| Год        | Команда    | Достижение                                   | Достижение |
| ---------- | ---------- | -------------------------------------------- | ---------- |
| 2017, 2018 | Вента 2002 | Победитель первой лиги чемпионата Латвии (2) |            |

Личные
| Год  | Команда       | Достижение                                                                  | Достижение |
| ---- | ------------- | --------------------------------------------------------------------------- | ---------- |
| 2019 | Рига          | Участник Матча всех звёзд МХЛ                                               |            |
| 2020 | Латвия (мол.) | Лучший игрок команды группы А первого дивизиона молодёжного чемпионата мира |            |

- По данным Eliteprospects.com.